# Blahbatuh (plaats)
Blahbatuh is een bestuurslaag in het regentschap Gianyar van de provincie Bali, Indonesië. Blahbatuh telt 9009 inwoners (volkstelling 2010).